# Youngsville (Nuevo México)
Youngsville es un lugar designado por el censo (en inglés, census-designated place) ubicado en el condado de Río Arriba, Nuevo México, Estados Unidos. Según el censo de 2020, tiene una población de 44 habitantes.

## Geografía
La localidad está ubicada en las coordenadas 36°11′42″N 106°34′1″O / 36.19500, -106.56694 (36.194985, -106.566931). Según la Oficina del Censo de los Estados Unidos, tiene una superficie de 2.30 km² de tierra y 0.004 km² de agua.

## Demografía
Según el censo de 2020, hay 44 personas residiendo en la localidad. La densidad de población es de 19.13 hab./km². El 27.27% de los habitantes son blancos, el 2.27% es amerindio, el 54.55% son de otras razas y el 15.91% son de una mezcla de razas. Del total de la población, el 93.18% son hispanos o latinos de cualquier raza.